# Massacre de Kraljevo
Le massacre de Kraljevo est une tuerie de masse contre environ 2 000 habitants de la ville de Kraljevo, en Serbie centrale, perpétré par la Wehrmacht entre le 15 et le 20 octobre 1941 pendant la Seconde Guerre mondiale. Ce massacre tient lieu de représailles après une opération des Partisans et des Tchetniks contre une garnison allemande pendant le siège de Kraljevo (en), qui cause 10 morts et 14 blessés dans les rangs de l'occupant. Le nombre d'otages fusillés correspond aux proportions de 100 personnes pour 1 soldat allemand tué et 50 otages pour 1 soldat allemand blessé, calcul imaginé par Adolf Hitler dans le dessein de réprimer la résistance contre les nazis en Europe de l'Est.
Dans un premier temps, la Wehrmacht procède à la rafle et l'exécution de 300 civils serbes, que les documents contemporains décrivent comme des « communistes, nationalistes, démocrates et juifs ». Au cours des jours suivants, tous les hommes de 14 à 60 ans sont arrêtés et détenus dans un centre de détention improvisé sur le site d'une usine locale de matériel roulant ferroviaire. Quand les victimes y arrivent, leurs papiers sont vérifiés et leurs noms inscrits dans un registre. Quand le camp devient plein, la Wehrmacht ordonne à des groupes de 100 prisonniers de marcher vers des charniers déjà creusés, puis elle les fusille à la mitrailleuse lourde. Les auteurs du massacre vérifient les corps pour s'assurer que leurs signes vitaux ont disparu ; les victimes qui ont survécu aux rafales initiales sont abattues d'une balle dans la tête. Une fois qu'un groupe est liquidé, les soldats retournent à l'usine et prennent le groupe suivant, à nouveau composé de 100 victimes. L'opération se répète jusqu'à ce que tous les hommes raflés soient assassinés. Les représailles durent plusieurs jours. Après l'assassinat des otages dans l'usine, la Wehrmacht se déploie dans les villages des alentours, où elle brûle les maisons et tue indistinctement les habitants. D'après les archives de la 717e division d'infanterie, 1 736 hommes et 19 femmes « communistes » sont exécutés dans la ville et ses environs, malgré les tentatives des collaborationnistes locaux de réduire ce châtiment. Vingt membres de la 717e division d'infanterie reçoivent ensuite la Croix de fer en récompense de leur rôle dans les tueries.
Le massacre de Kraljevo, ainsi que celui commis presque simultanément dans la ville voisine de Kragujevac, convainquent le commandement allemand que l'assassinat en masse d'otages serbes est non seulement inefficace mais aussi contre-productif, car les tueries conduisent les habitants locaux à se rallier aux insurgés et cause la mort d'employés d'usine qui participent à l'effort de guerre allemand. Après la guerre, pendant le procès de Nuremberg et les procès secondaires de Nuremberg (en), plusieurs membres du haut commandement nazi sont traduits en justice et condamnés à cause de leur implication dans ces fusillades massives.

## Contexte

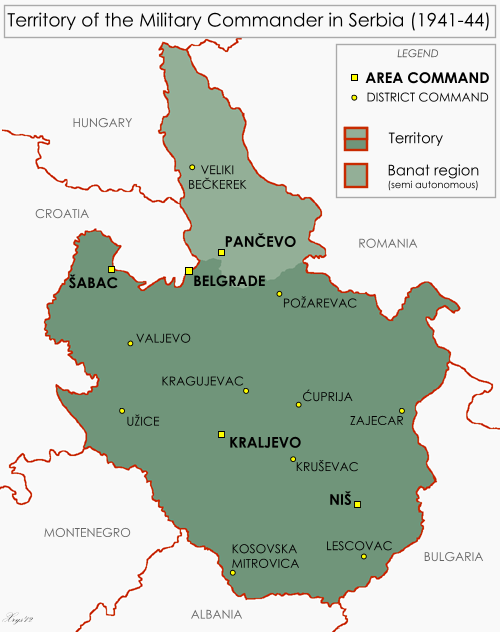
Territoire de la Serbie occupée pendant la Seconde Guerre mondiale.

Après l'Anschluss de 1938 entre l'Allemagne et l'Autriche, le royaume de Yougoslavie partage sa frontière Nord-Ouest avec le Troisième Reich et subit une pression de plus en plus intense à mesure que ses voisins adoptent des régimes alignés sur les puissances de l'Axe. En avril 1939, l'Italie ouvre une nouvelle frontière avec la Yougoslavie car elle envahit et occupe l'Albanie. Quand la Seconde Guerre mondiale éclate, le gouvernement yougoslave se déclare neutre. Entre septembre et novembre 1940, la Hongrie et la Roumanie signent le pacte tripartite, devenant alliées de l'Axe, et l'Italie envahit la Grèce. De cet instant, la Yougoslavie est pratiquement cernée par les puissances de l'Axe et leurs satellites ; par conséquent sa position neutre envers la guerre se fragilise. Fin février 1941, la Bulgarie à son tour se joint au pacte. Le lendemain, les troupes allemandes entrent en Bulgarie via la Roumanie et la Yougoslavie est encerclée. Afin de sécuriser son flanc Sud avant l'attaque imminente contre l'Union soviétique, Adolf Hitler commence à imposer une pression intense sur la Yougoslavie pour qu'elle se range aux côtés de l'Axe. Le 25 mars 1941, après quelques retards, le gouvernement yougoslave signe le pacte avec quelques réserves. Deux jours plus tard, un groupe d'officiers de l'Armée de l'air royale de Yougoslavie (en), des nationalistes serbes favorables à l'Occident, déposent le régent du pays, Paul de Yougoslavie, dans un coup d'État sans effusion de sang ; ils le remplacent par son neveu Pierre, alors adolescent, et instaurent un régime de « gouvernement d'unité nationale » sous la direction du général Dušan Simović. Hitler, furieux de ce coup d'État, ordonne immédiatement l'invasion du pays : elle commence le 6 avril 1941.
La Yougoslavie est écrasée par les forces conjuguées des puissances de l'Axe et elle capitule en moins de deux semaines. Le gouvernement et la famille royale partent en exil, le pays est occupé et démantelé par les États voisins. Le territoire de la Serbie occupée est réduit aux frontières du royaume de Serbie (avant les guerres balkaniques) ; il est placé sous tutelle directe du Troisième Reich à cause de l'importance stratégique de son réseau ferroviaire, de ses voies fluviales et de ses ressources de valeur, notamment les métaux non-ferreux. Le territoire occupé représente environ 51 000 km2 et une population de 3,8 millions de personnes. Hitler envisage un temps d'éradiquer l'existence même d'un État serbe mais il abandonne rapidement cette idée et les Allemands commencent à chercher un Serbe susceptible de se prêter à un régime fantoche à Belgrade. Le choix se porte d'abord sur Milan Aćimović, fervent anti-communiste qui a occupé la fonction de ministre des Affaires intérieures (en) en Yougoslavie pendant l'hiver 1939-1940.
Deux mouvements de résistance émergent après l'invasion : les Partisans multi-ethniques d'inspiration communiste et les Tchetniks, nationalistes serbes royalistes ; cependant, en 1941 dans le territoire occupé, même les Partisans se composent presque entièrement de Serbes. Les Partisans sont dirigés par Josip Broz Tito et les Tchetniks par Draža Mihailović. Ces deux mouvements poursuivent des objectifs diamétralement opposés. Les Partisans souhaitent instaurer un État communiste sous la houlette de Tito alors que les Tchetniks veulent rétablir le pays dans sa situation d'avant-guerre, où la monarchie — et, par extension, l'hégémonie serbe sur la politique — soit restaurée. La résistance communiste commence ses opérations début juillet, peu après l'invasion de l'Union soviétique, et elle vise autant les Allemands que les autorités du régime fantoche. Fin août 1941, les Partisans et les Tchetniks mènent des opérations conjointes contre l'occupant. Les Partisans, très organisés, ont à leur tête de nombreux commandants expérimentés qui ont combattu pendant la guerre civile espagnole. À la fin de l'été, en Serbie, les Partisans comptent 8 000 combattants répartis dans 21 détachements. De nombreux Tchetniks sont des vétérans des guerres balkaniques ou de la Première Guerre mondiale, ou d'anciens membres de l'Armée royale yougoslave. Ils revendiquent environ 20 000 combattants sur le territoire de la Serbie occupée au moment du massacre.

## Prélude au massacre

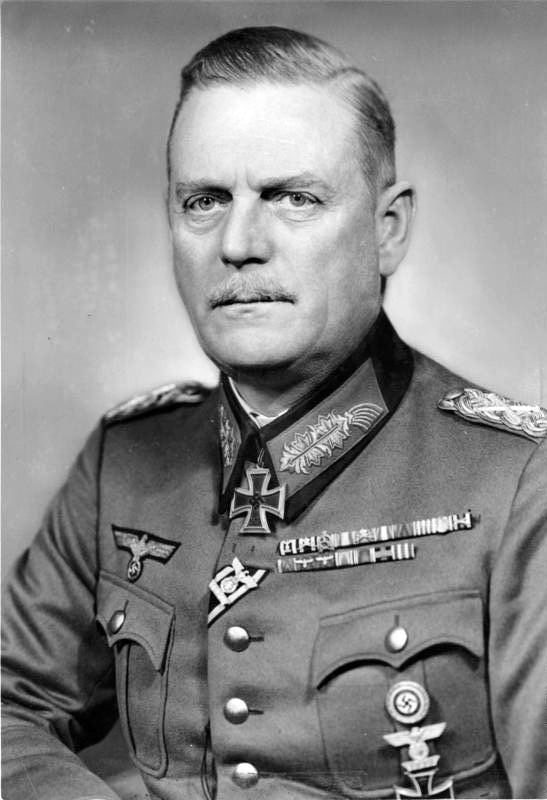
Le Generalfeldmarschall Wilhelm Keitel diffuse l'ordre de Hitler sur le nombre d'otages à exécuter.

Le 29 août, les nazis remplacent Aćimović par le général Milan Nedić, lui aussi anti-communiste fervent, qui forme un nouveau gouvernement fantoche. Nedić se montrant incapable d'écraser les Partisans et les Tchetniks, le commandant militaire de Serbie demande des renforts allemands depuis d'autres régions d'Europe. À la mi-septembre, le haut-commandement nazi envoie en Serbie le 125e régiment d'infanterie depuis la Grèce et la 342e division d'infanterie depuis la France afin de soutenir la répression contre le soulèvement serbe. Le 16 septembre, Hitler adresse la directive numéro 312 au Generalfeldmarschall Wilhelm List, qui commande la Wehrmacht en Europe du Sud-Est, en lui enjoignant d'éliminer toute résistance dans cette partie du continent. Le même jour, le commandant suprême des forces armées (Oberkommando der Wehrmacht, OKW) communique l'ordre de Hitler sur la répression des « mouvements de résistance communiste armés dans les zones occupées », signé par le Generalfeldmarschall Wilhelm Keitel. Le décret précise que toute attaque contre les Allemands sur le front de l'Est doit être « considérée comme d'origine communiste » et que 100 otages seront fusillés pour chaque soldat allemand tué, 50 pour chaque blessé,. Ce décret est censé s'appliquer à l'ensemble de l'Europe de l'Est, même si une politique identique est déjà mise en œuvre en Serbie dès le 28 avril 1941 afin de décourager les opérations de guérilla. Les attaques contre les Allemands se font plus fréquentes pendant le printemps et l'été et la Serbie redevient un théâtre d'opérations. Les troupes allemandes se déploient dans les campagnes, incendiant les villages, prenant des otages et ouvrant des camps de concentration. La première exécution massive d'otages commence en juillet. La présence militaire renforcée des Allemands en Serbie provoque une nouvelle vague d'exécutions massives et de crimes de guerre. Les commandants ayant le plus de responsabilités dans ces massacres sont principalement d'origine autrichienne et ont servi dans l'armée austro-hongroise pendant la Première Guerre mondiale. La plupart sont fortement anti-Serbes, un préjugé que l'historien Stevan K. Pavlowitch (en) inscrit dans le racisme plus général des nazis contre les slaves.
Le 19 septembre, le General der Gebirgstruppe Franz Böhme est nommé général plénipotentiaire en Serbie, avec pour mission de mater la révolte : il arrive avec le personnel du 18e corps d'armée. Il reçoit aussi des unités supplémentaires en soutien aux trois divisions d'occupation déjà présentes sur le territoire. Ces divisions sont la 704e division d'infanterie, la 714e division d'infanterie (en) et la 717e division d'infanterie. Böhme voue aux Serbes une haine profonde et il encourage ses troupes, principalement d'origine autrichienne, à exercer contre eux leur « vengeance ». Ses principaux griefs sont l'assassinat de l'archiduc François-Ferdinand et les défaites militaires austro-hongroises infligées par l'Armée royale serbe (en) ; pour Böhme, cet affront ne peut être lavé qu'avec des fusillades en représailles contre les civils serbes. Il écrit : « En Serbie, il est nécessaire, compte tenu de la mentalité balkanique et du vaste déploiement de mouvements insurgés... d'appliquer les ordres de l'OKW avec la plus grande sévérité ».

## Assassinats
La ville de Kraljevo est située à environ 150 kilomètres au Sud de Belgrade. Au moment du massacre, elle jouxte une voie de communication d'importance vitale et elle abrite le siège du commandement divisionnaire allemand. À la mi-octobre 1941, les Partisans et les Tchetniks y assiègent la garnison allemande (en), qui compte 2 200 hommes. Pendant l'attaque, dix soldats allemands sont tués, 14 blessés. Le commandant de la garnison déclare : « non seulement 100 Serbes seront fusillés pour chaque allemand tombé, mais de surcroît leurs familles et leurs biens seront détruits ». Puis il donne l'ordre de procéder à l'arrestation et à l'exécution sommaire de 300 civils serbes. Ses consignes sont appliquées sans retard. Selon les documents militaires allemands de l'époque, les civils tués sont des « communistes, nationalistes, démocrates et juifs ».
De nouveaux ordres suivent pour réclamer davantage d'exécutions. D'après les témoins oculaires, au cours des jours suivants la Wehrmacht entre dans chaque domicile, l'un après l'autre, pour y arrêter tous les hommes de 14 à 60 ans. Ils sont rassemblés dans un centre de détention improvisé sur le site d'une usine locale de matériel roulant ferroviaire,. Quand les victimes y arrivent, leurs papiers sont vérifiés et leurs noms inscrits dans un registre. Quand le camp devient plein, la Wehrmacht ordonne à des groupes de 100 prisonniers de marcher vers des charniers déjà creusés, puis elle les fusille à la mitrailleuse lourde. Les auteurs du massacre vérifient les corps pour s'assurer que leurs signes vitaux ont disparu ; les victimes qui ont survécu aux rafales initiales sont abattues d'une balle dans la tête. Une fois qu'un groupe est liquidé, les soldats retournent à l'usine et prennent le groupe suivant, à nouveau composé de 100 victimes. L'opération se répète jusqu'à ce que tous les hommes raflés soient assassinés.
Les représailles durent plusieurs jours. Après l'assassinat des otages dans l'usine, la Wehrmacht se déploie dans les villages des alentours, où elle incendie les maisons et tue indistinctement les habitants. D'après les archives de la 717e division d'infanterie, au 17 ou au 20 octobre,, 1 736 hommes et 19 femmes « communistes » ont été exécutés dans la ville et ses environs,,, malgré les tentatives des collaborationnistes locaux d'adoucir le châtiment. La plupart des fusillés sont des Serbes, bien que 80 Roms figurent aussi parmi les victimes, ainsi que plusieurs juifs, et des dizaines de réfugiés slovènes. Au nombre des morts figure l'effectif entier (des Serbes) d'une usine d'aviation qui produit des armes pour les Allemands,. Les employés de l'usine sont arrêtés à cause d'un soupçon de sabotage. L'opération de représailles cause aussi la mort non désirée de 40 membres du Corps de volontaires serbes, mouvement collaborationniste. Le Generalmajor Paul Hoffman, qui commande la 717e division d'infanterie, a personnellement dirigé les représailles et il a complimenté ses hommes pour leur « respect enthousiaste des consignes ». Un autre officier a vanté la « grande bravoure au combat » de ses hommes. Vingt membres de la 717e division d'infanterie reçoivent ensuite la Croix de fer, 2e classe, pour leur participation au massacre.

## Conséquences

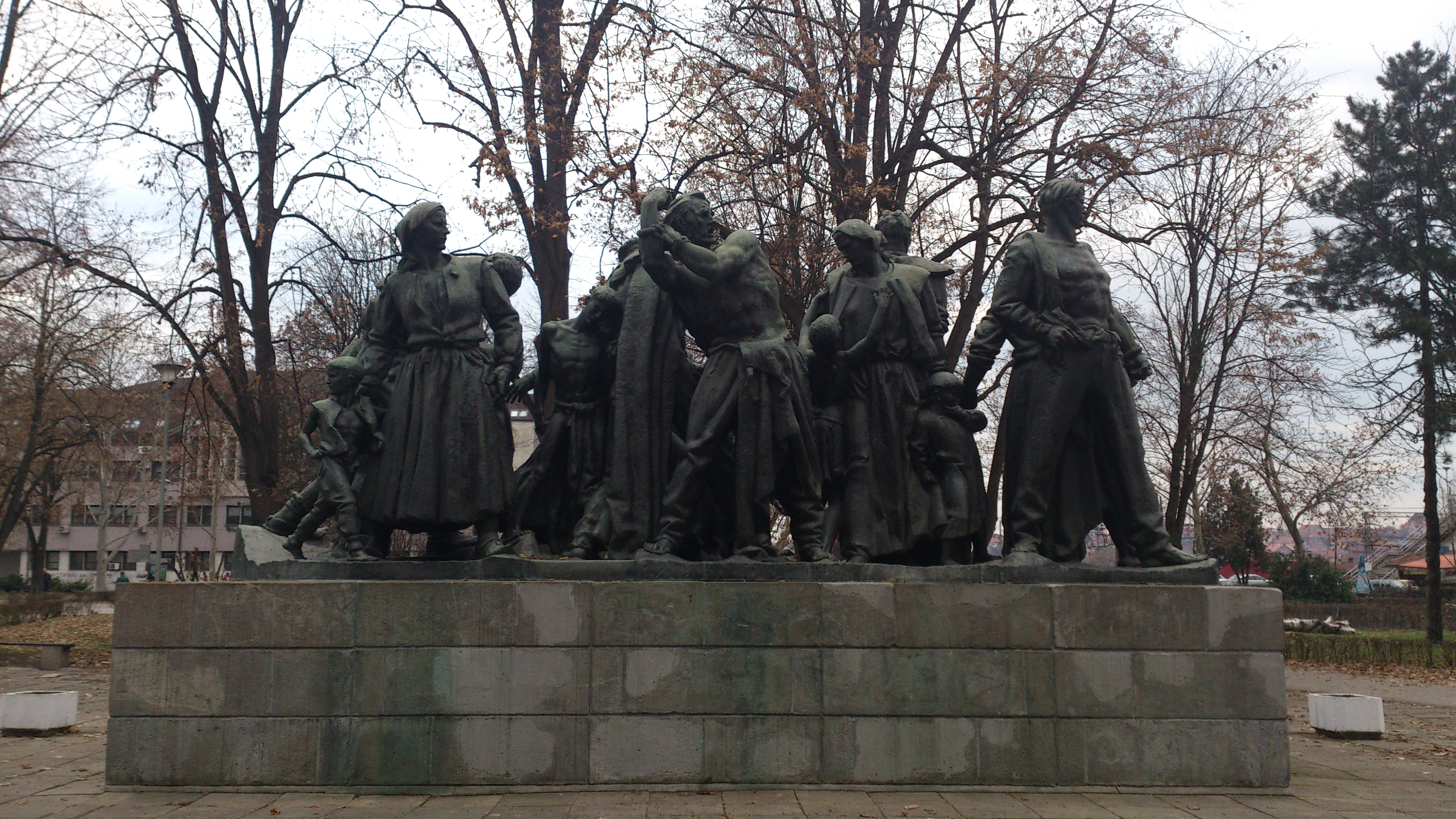
Monument en mémoire du massacre de Kraljevo.

Le massacre de Kraljevo, ainsi que le massacre pratiquement identique et simultané dans la ville voisine de Kragujevac, suscitent l'indignation du gouvernement fantoche serbe qui y répond avec des requêtes, des interventions et la menace de démissionner. Chez les commandants allemands en Serbie, ces massacres inspirent des réticences concernant l'efficacité des représailles massives car des milliers de Serbes y ont réagi en rejoignant les rangs des groupes de guérillas contre l'occupant. L'assassinat des employés de l'usine aéronautique de Kraljevo convainc l'OKW que les fusillades arbitraires contre des Serbes entraînent des conséquences politiques graves et qu'elles sont, en outre, contre-productives. La proportion de 100 exécutions pour chaque soldat allemand tué et 50 pour chaque blessé est ramenée à la moitié en février 1943 et finalement abandonnée en automne. Par la suite, chaque exécution doit recevoir l'approbation de Hermann Neubacher.
Les massacres attisent les tensions entre les Partisans et les Tchetniks. Draža Mihailović en retire aussi la conviction qu'une résistance active est vouée à l'échec tant que les Allemands disposeront d'un avantage militaire écrasant dans les Balkans ; il est aussi convaincu que tuer des soldats allemands ne conduit qu'à la mort inutile de dizaines de milliers de Serbes. Par conséquent, il décide d'interrompre les opérations de guérilla chez les Tchetniks et d'attendre le parachutage des Alliés dans les Balkans,,.
À la fin de la guerre, Wilhelm List et Franz Böhme sont capturés. Le 10 mai 1947, ils sont accusés de crimes de guerre et de crimes contre l'humanité dans le cadre du procès des Otages pendant les procès secondaires de Nuremberg (en). L'un des crimes visés dans l'acte d'accusation est le massacre de 2 300 otages à Kragujevac. Böhme se suicide avant sa comparution. List est déclaré coupable du massacre et d'un autre forfait. Il est condamné à l'emprisonnement à perpétuité en 1948 mais, à cause de sa santé défaillante, il est libéré en 1953. Il vit toutefois jusqu'en juin 1971. Wilhelm Keitel est déclaré coupable de crimes de guerre et de crimes contre l'humanité pendant les procès de Nuremberg et il est pendu. Paul Hoffman, que la population locale a surnommé le « boucher de Kraljevo et Kragujevac », est promu en novembre 1941 à la tête de la 352e division d'infanterie. À la fin de la guerre, il commande un camp de prisonniers de guerre après avoir été écarté car il a refusé d'exécuter des déserteurs en Ukraine. La 717e division d'infanterie est ensuite réorganisée et devient la 117 division de chasseurs ; ses unités participent au massacre de centaines de civils grecs à Kalavryta en décembre 1943.
Les deux massacres de Kragujevac et de Kraljevo deviennent les symboles de la brutalité de l'occupation allemande dans la mémoire collective des Yougoslaves. Le massacre de Kragujevac est plus connu que celui de Kraljevo, même si tous deux sont perpétrés à peu près au même moment et causent le même nombre de morts. Cette différence tient peut-être au fait que des écoliers figurent parmi les victimes de Kragujevac. Après la guerre, le consensus veut que 7 000 civils aient péri à Kragujevac et 6 000 à Kraljevo. Depuis, les historiens modernes serbes et allemands ont revu le nombre de victimes et pensent qu'il y en eut 2 000,. On estime à environ 5 000 le nombre total de personnes assassinées pendant les deux massacres,.